# Informační etika
Informační etika je disciplína, která se zabývá ochranou osobních údajů, přístupem k informacím a jejich etickým využíváním. Podle odborníků zahrnuje oblast morálky uplatňované při vzniku, šíření, ukládání, vyhledávání a organizaci informací. Má široký význam v oblastech jako je knihovnictví, informatika, žurnalistika a další činnosti spojené s prací s informacemi.
Cílem informační etiky je analyzovat a hodnotit morální aspekty v informačním prostředí, řešit etické konflikty v informační vědě a poskytovat rámec pro spravedlivé a odpovědné zacházení s informacemi. Nabývá na významu zejména s rozvojem digitálních technologií, které mění způsoby práce s informacemi.

## Historie a vývoj pojmu

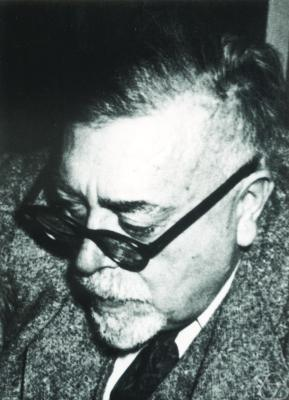
Norbert Wiener

Historie informační etiky sahá do poloviny 20. století, kdy technologický rozvoj vyvolal první debaty o etických otázkách spojených s používáním informačních technologií. Jedním z průkopníků této oblasti byl Norbert Wiener, zakladatel kybernetiky. Ve své knize The Human Use of Human Beings: Cybernetics and Society (1950) zkoumá, jak nové technologie mění společnost, a klade otázky týkající se odpovědného využívání počítačů a informací. Zdůrazňuje, že technologie by měly být navrženy a využívány s ohledem na lidské hodnoty a morální odpovědnost.
V 80. letech se informační etika dále rozvíjela, zejména v kontextu knihovnictví a informačních služeb. Robert Hauptman ve své knize Ethical Challenges in Librarianship (1988) zdůrazňuje, že profesionálové pracující s informacemi nesou zodpovědnost za pravdivost a ochranu informací. Jeho práce upozorňuje na otázky spojené s cenzurou, ochranou autorských práv a právem přístupu k informačním zdrojům, čímž přispěla k formulaci základních principů informační etiky.
Tyto rané práce vytvořily základy moderní informační etiky, která dnes zahrnuje téma jako ochrana osobních údajů, transparentnost algoritmů a odpovědné využívání technologií.

## Klíčové koncepty informační etiky
Informační etika se zabývá otázkami spravedlnosti, odpovědnosti a morální hodnoty informací. Tato oblast je interdisciplinární a propojuje filozofii, informatiku, etiku a další disciplíny. Klíčové koncepty, jak je definovali Luciano Floridi nebo Jan Činčera, nabízejí jak teoretický rámec, tak praktické aplikace pro řízení a správu informací.
Podle Luciana Floridiho je informační etika součástí širší filozofie informací, která zkoumá, jak lze informace chápat jako zdroj, produkt i vliv na realitu. Klíčovým konceptem je idea "informačního ekosystému", zdůrazňující propojenost informačních entit a jejich vliv na celkovou kvalitu informačního prostředí. Etické jednání v tomto ekosystému zahrnuje nejen ochranu a správu informací, ale také podporu jejich dostupnosti a integrity.
Jan Činčera navazuje na tento rámec s konkrétnějšími otázkami, jako je zodpovědnost za šíření informací a jejich interpretaci. Důraz je kladen na roli informačních profesionálů, kteří by měli zajistit, že přístup k informacím bude nejen technicky, ale i eticky správný. Klíčovým bodem je ochrana soukromí uživatelů a prevence dezinformací. Činčera dále zdůrazňuje nutnost etického přístupu při tvorbě a užívání informačních systémů, což zahrnuje respekt k různosti a nediskriminační přístup k informacím.
Oba tyto přístupy zdůrazňují nutnost vyvažování technologického pokroku s etickými principy, aby informace sloužily ku prospěchu společnosti jako celku.

## Hlavní oblasti uplatnění
Informační etika hraje klíčovou roli v dnešním digitálním světě, kde se s informacemi nakládá ve stále větším rozsahu a rychlosti. Rozvoj digitálních technologií a informačních systémů vyžaduje jasně definované etické normy, které zajistí spravedlivé, odpovědné a bezpečné zacházení s informacemi. Tato disciplína se uplatňuje v mnoha oblastech, včetně digitálních médií, umělé inteligence, kyberbezpečnosti a legislativy.

### Digitální média a internet
Informační etika se v oblasti digitálních médií zaměřuje na problémy související s šířením informací, jejich pravdivostí a ochranou autorských práv.
- Autorská práva a plagiátorství – autorská práva chrání tvůrčí díla před plagiátorstvím a nelegální reprodukcí. Internet však komplikuje jejich ochranu a vyžaduje nové přístupy.
- Dezinformace a fake news – informační etika se snaží odhalovat dezinformace a fake news, chránit pravdivost informací a minimalizovat jejich škodlivý vliv na společnost.
- Cenzura – řeší otázku, jak vyvážit svobodu projevu a regulaci obsahu. Cenzura může chránit před škodlivými informacemi, ale zároveň hrozí omezením demokratické diskuze.[6]

### Umělá inteligence (AI)
S rozvojem umělé inteligence se informační etika zaměřuje na otázky odpovědnosti a spravedlnosti při vývoji a používání algoritmů.
- Algoritmická spravedlnost – zajištění, aby rozhodovací procesy AI byly spravedlivé a nediskriminovaly na základě rasy, pohlaví nebo jiných faktorů.[7]
- Odpovědnost za rozhodnutí – řešení otázky, kdo nese odpovědnost za chybná nebo neetická rozhodnutí vytvořená umělou inteligencí.[8]
- Etické programování – podpora principů transparentnosti a odpovědnosti při vývoji a nasazení AI systémů.

### Legislativa a regulace
Legislativa se v informační etice zaměřuje na vytváření právních rámců, které chrání uživatele a jejich data.
- GDPR – evropské nařízení o ochraně osobních údajů.[9]
- Právo na zapomnění – umožňuje jednotlivcům požádat o odstranění svých osobních údajů z digitálních zdrojů.[10]

### Kyberbezpečnost
Kyberbezpečnost zahrnuje etické otázky ochrany dat a prevence zneužití digitálních technologií.
- Ochrana osobních údajů – dodržování zásad ochrany soukromí, například v souladu s nařízením GDPR.
- Prevence kyberútoků – etické otázky spojené s bojem proti hackerství, šíření malwaru a jiným kybernetickým hrozbám.
- Digitální dohled – regulace sledování uživatelů a zajištění rovnováhy mezi bezpečností a ochranou soukromí.[2]